# Cylindera mutata
Cylindera mutata es una especie de escarabajo del género Cylindera, tribu Cicindelini, familia Carabidae. Fue descrita científicamente por Fleutiaux en 1894.
Se distribuye por Laos y Birmania. La especie se mantiene activa durante el mes de junio.